# Hermersreuth
Hermersreuth ist ein Gemeindeteil der Stadt Gefrees im Landkreis Bayreuth (Oberfranken, Bayern). Hermersreuth liegt in der Gemarkung Metzlersreuth.

## Geografie
Der Weiler liegt auf freier Flur an der Brunnenleite, einem Höhenzug des Fichtelgebirges. Eine Gemeindeverbindungsstraße führt nach Hämmerlas (0,5 km südöstlich) bzw. nach Metzlersreuth (1,5 km nordöstlich). Ein Wirtschaftsweg führt zum Meyerhof (0,5 km westlich).

## Geschichte
Im Ort gab es eine Turmhügelanlage der Herren von Stein. In einer Verkaufsurkunde von 1370 wurde diese als „Haus ze Hermansreut“ erstmals urkundlich erwähnt.
Gegen Ende des 18. Jahrhunderts bestand Hermersreuth aus vier Anwesen. Die Hochgerichtsbarkeit stand dem bayreuthischen Stadtvogteiamt Berneck zu. Die Dorf- und Gemeindeherrschaft hatte das Kastenamt Berneck. Grundherren waren das Kastenamt Berneck (2 Halbhöfe) und das Adelige-Fräuleinstift-Birken der Vogtländische Ritterschaft (2 Dreiviertelhöfe).
Von 1797 bis 1810 unterstand Hermersreuth dem Justiz- und Kammeramt Gefrees. Infolge des Ersten Gemeindeedikts wurde Hermersreuth dem 1812 gebildeten Steuerdistrikt Lützenreuth und der zugleich entstandenen Ruralgemeinde Metzlersreuth zugewiesen. Im Zuge der Gebietsreform in Bayern wurde Hermersreuth am 1. Januar 1973 nach Gefrees eingemeindet.

### Ehemalige Baudenkmäler
- Haus Nr. 2: Zwei korbbogige Türrahmungen
- Haus Nr. 3: Zugehörig, ein wahrscheinlich um 1800 errichtetes, bescheidenes Satteldachhaus, verputzt mit Eckquaderung.[9]
- Haus Nr. 7: Korbbogige Türrahmung

### Einwohnerentwicklung
| Jahr      | 001812 | 001819 | 001861 | 001871 | 001885 | 001900 | 001925 | 001950 | 001961 | 001970 | 001987 |
| Einwohner | 48     | 45     | 62     | 63     | 63     | 41     | 37     | 62     | 40     | 39     | 34     |
| Häuser    | 7      |        |        |        | 10     | 9      | 7      | 8      | 8      |        | 9      |
| Quelle    | [ 7 ]  | [ 11 ] | [ 12 ] | [ 13 ] | [ 14 ] | [ 15 ] | [ 16 ] | [ 17 ] | [ 18 ] | [ 19 ] | [ 1 ]  |

## Religion
Hermersreuth ist nach St. Johannes der Täufer (Gefrees) gepfarrt und seit der Reformation evangelisch-lutherisch geprägt.